# Grupa Lotos
Grupa Lotos S.A. – polskie przedsiębiorstwo działające w latach 1972–2022, stanowiące jednostkę dominującą grupy kapitałowej skupiającej kilkanaście spółek produkcyjnych, handlowych oraz usługowych, głównie z branży poszukiwań, wydobycia oraz przetwórstwa ropy naftowej i dystrybucji produktów ropopochodnych (paliw, olejów, asfaltów, smarów, parafin itp.). Najważniejszą jej częścią była rafineria ropy naftowej zlokalizowana w Gdańsku-Rudnikach, nad Martwą Wisłą – będąca największym przedsiębiorstwem na Pomorzu i drugą pod względem przerobu rafinerią w Polsce. W 2022 Grupa Lotos została przejęta przez PKN Orlen.

## Charakterystyka
Spółką matką grupy kapitałowej była spółka Grupa Lotos S.A., co powoduje, że dla uniknięcia nieporozumień używa się czasem nazw Grupa Lotos S.A. (dla spółki) i Grupa Kapitałowa Lotos (dla grupy kapitałowej).
Od 2005 r. spółka publiczna notowana na warszawskiej Giełdzie Papierów Wartościowych. Głównym akcjonariuszem przedsiębiorstwa jest Skarb Państwa (53,19%). Od 2005 r. wchodzi w skład indeksu WIG20, a od 2009 r. – Respect Index.
W 2007 r. w światowym raporcie naftowym Solomona Grupa Lotos zajęła 2. pozycję pośród 106 rafinerii z Europy, Północnej Afryki i Bliskiego Wschodu pod względem wykorzystania mocy przerobowych. 6. miejsce w efektywności energetycznej i 9. pod względem stopy zwrotu z inwestycji, będąc jednocześnie pod tym względem liderem spośród 18 rafinerii regionu Europy Centralnej i Południowej. Zysk netto za 2006 r. dla akcjonariuszy jednostki dominującej w Grupie Lotos wyniósł niemal 680 mln zł.
W 2012 r. spółka zajęła drugie miejsca w rankingach: dziennika „Rzeczpospolita” i tygodnika „Polityka”, a także szóste miejsce w rankingu Coface wśród 500. największych firm Europy Środkowo-Wschodniej. Ogólne przychody przedsiębiorstwa w roku 2012 przekroczyły 33,5 mld złotych, przychody ze sprzedaży wyniosły ponad 33,1 mld złotych. W roku 2014 spółka zanotowała prawie 1,5 mld złotych straty, czego główną przyczyną był duży spadek cen ropy w IV kwartale tego roku.
Rafineria zmieniała kilkakrotnie nazwę. Została utworzona jako Rafineria Nafty Gdańsk (początkowo z dodatkiem w budowie), następnie zmieniła nazwę na Gdańskie Zakłady Rafineryjne. Do 2003 r. zakład działał pod nazwą Rafineria Gdańska S.A., a od czerwca 2003 Grupa Lotos S.A., do której zostały przyłączone rafinerie południowe: Czechowice, Jasło i Glimar (w Gorlicach) oraz Petrobaltic – spółka zajmująca się poszukiwaniem i wydobyciem ropy naftowej.
Wraz z powstaniem marki LOTOS, prywatyzacji Rafinerii Gdańskiej i zależnych od niej spółek, na początku XXI wieku pojawiła się idea połączenia rafinerii z koncernem PKN Orlen. Wówczas takiej propozycji sprzeciwiało się wiele osób związanych z Rafinerią Gdańską, a nawet politycy jak np. Bogdan Borusewicz czy ówczesny prezydent miasta Gdańska Paweł Adamowicz. Ostatecznie, ze względu na strategiczne znaczenie rafinerii dla gospodarki Gdańska oraz Pomorza, zdecydowano się na to, by nie włączać Rafinerii Gdańskiej do koncernu PKN Orlen. Od tamtego czasu Rafineria Gdańska rozwinęła się, stając się jedną z najnowocześniejszych rafinerii w Europie, jednocześnie poszerzając swoje portfolio o nowe rafinerie oraz spółki m.in. Petrobaltic. Po zmianie rządu w 2015 roku na nowo pojawiła się idea włączenia Grupy Lotos do PKN Orlen. Taką możliwość uzasadniano faktem, że po przejęciu przez PKN Orlen Lotosu oraz PGNiG można będzie stworzyć wielki koncern multi energetyczny, zdolny do konkurencji na rynkach światowych. Na początku 2018 roku rozpoczął się proces fuzji Grupy Lotos z PKN Orlen. 14 lipca 2020 roku Komisja Europejska udzieliła zgody na fuzję obu przedsiębiorstw pod warunkiem sprzedaży 30 proc. udziałów rafinerii Lotos (wraz z prawem do połowy jej produkcji w zakresie ropy naftowej i benzyny) i 80 proc. stacji tej sieci (389 stacji benzynowych) oraz dziewięć składów paliw. Oznacza to wyłączenie ze struktur grupy spółek Lotos Paliwa, Lotos Infrastruktura, Lotos Terminale, RCEkoenergia, Lotos Biopaliwa, Lotos-Air BP Polska, a także południowych oddziałów spółki Lotos Asfalt. Wobec braku realizacji tych warunków, Orlen wystąpił o możliwość ich realizacji do 14 listopada 2021, a następnie do 14 stycznia 2022, na co Komisja Europejska przystała. 10 stycznia 2022 zarząd Orlenu podjął decyzję o warunkowej sprzedaży między innymi 417 stacji paliw Lotosu koncernowi MOL za 610 mln USD (w zamian Orlen odkupił od MOL za 259 mln USD 144 stacje paliw na Węgrzech i 41 na Słowacji) oraz 30% udziałów w gdańskiej rafinerii wydzielonej do dedykowanej koncernowi spółki Saudi Aramco (bez ograniczeń w zakresie dalszej sprzedaży przez Aramco nabytych udziałów oraz bez prawa pierwokupu dla Orlenu). 1 sierpnia 2022 nastąpiło przejęcie Grupy Lotos przez PKN Orlen i połączenie obu spółek.
W 2015 r. wartość marki Lotos była szacowana na około 1,5 mld zł.
Wycena Solomona dokonana w 2020 r. opiewała na 4,9 mld dolarów, czyli ok. 21,7 mld zł.

## Historia

### Kalendarium
- 1971

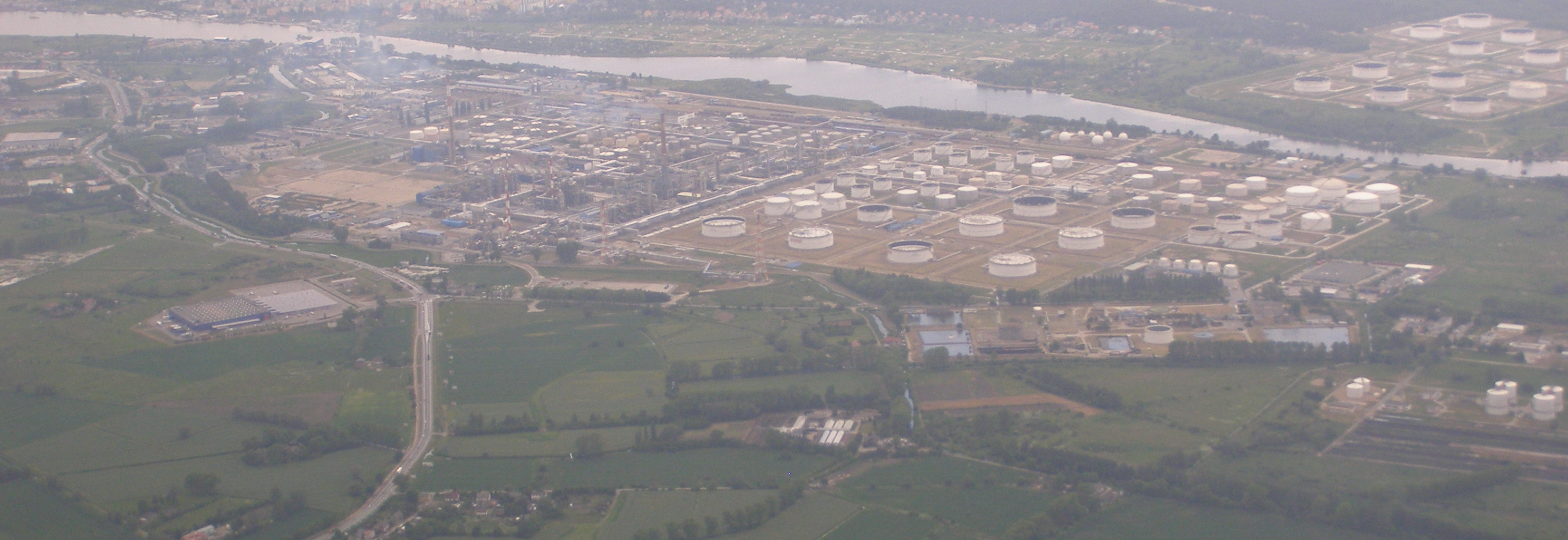
Gdańska rafineria ropy naftowej; na pierwszym planie Czarna Łacha, w głębi Martwa Wisła

  - 5 maja – decyzja Prezydium Rady Ministrów (nr 47/71) o budowie rafinerii w Gdańsku
- 1972
  - 1 marca – powołanie przedsiębiorstwa Rafineria Nafty „Gdańsk” w budowie
  - 17 kwietnia – pierwszy wpis w dzienniku budowy, czyli początek budowy rafinerii
- 1975
  - 22 lipca – pierwsza dostawa ropy Zakum z ZEA do Portu Północnego tankowcem Kasprowy Wierch
  - 12 grudnia – pierwsze produkty rafinerii – najpierw benzyna, a kilka godzin później nafta i oleje napędowe
- 1976
  - 1 lipca – zmiana nazwy zakładu na Gdańskie Zakłady Rafineryjne
- 1977
  - październik – ruszyła produkcja olejów silnikowych
- 1980
  - uruchomienie produkcji asfaltów przemysłowych
  - czerwiec – uruchomienie produkcji paliwa lotniczego
- 1988
  - uruchomienie produkcji paliwa lotniczego JET A1
- 1990
  - sierpień – uruchomienie produkcji oleju mineralnego Lotos, od którego powstała później nazwa całej Grupy Kapitałowej
- 1991
  - 18 września – Gdańskie Zakłady Rafineryjne stały się spółką akcyjną o nazwie Rafineria Gdańska S.A.
- 1992
  - kwiecień – uruchomienie pierwszej własnej stacji paliw w Redzie
- 1996
  - wprowadzenie systemu zapewnienia jakości i otrzymanie certyfikatu ISO 9002
- 1997
  - zwiększenie mocy przerobowych rafinerii z 2,8 do 3,5 mln ton ropy rocznie
- 1999
  - zwiększenie zdolności przerobowych rafinerii z 3,5 do 4,5 mln ton ropy rocznie
  - 16 grudnia – wdrożenie systemu zarządzania środowiskiem ISO 14001
- 2003
  - styczeń – rozpoczęcie działalności spółek Lotos Oil i Lotos Kolej
  - marzec – uzyskanie certyfikatu Zintegrowanego Systemu Zarządzania
  - 3 maja – ugaszenie pożaru zbiornika benzyny. Spłonęło 19 tysięcy metrów sześciennych (19 mln l) benzyny bezołowiowej. Zginęły 3 osoby, a straty wyniosły ponad 12 mln zł. Akcja strażaków trwała kilkanaście godzin i wymagała tzw. ataku pianowego, czyli pokrycia płonącego zbiornika ogromną ilością piany[26]
  - 2 czerwca – zmiana firmy na Grupa Lotos S.A.
  - czerwiec – rozpoczęcie działalności spółki Lotos Serwis
  - lipiec – rozpoczęcie działalności spółki Lotos Lab
- 2004
  - marzec – rozpoczęcie działalności spółki Lotos Straż
  - kwiecień – rozpoczęcie działalności spółki Lotos Asfalt
  - czerwiec – otwarcie w gdańskiej marinie pierwszej pływającej stacji Lotos
- 2005
  - luty – Rząd RP zaakceptował zakup przez Grupę Lotos akcji trzech rafinerii południowych i Petrobalticu
  - maj – zwiększenie zdolności przerobowych rafinerii z 4,5 do 6 mln ton ropy rocznie
  - 9 czerwca – debiut Grupy Lotos na Giełdzie Papierów Wartościowych w Warszawie
  - wrzesień – dołączenie Grupy Lotos do indeksu WIG20
  - grudzień – przejęcie stacji Esso i Slovnaftu w Polsce
- 2006
  - styczeń – powstanie spółek Lotos Czechowice i Lotos Jasło
- 2007
  - 9 sierpnia – oficjalne rozpoczęcie rozbudowy rafinerii w ramach Programu 10+ (wcześniej nazywanego Program Kompleksowego Rozwoju Technicznego)
  - wrzesień – powstanie spółki poszukiwawczo-wydobywczej Lotos Exploration and Production Norge AS
  - październik – wprowadzenie na rynek paliw premium Lotos Dynamic
- 2008
  - luty – uruchomienie programu premiowego Lotos Navigator
  - maj – otwarcie fabryki biokomponentu FAME w Czechowicach-Dziedzicach
  - czerwiec – ogłoszenie Strategii Społecznej Odpowiedzialności Grupy Lotos i wydanie pierwszego Raportu CSR
- 2009
  - czerwiec – otwarcie przez Lotos Tank bazy paliwowej w gdańskim porcie lotniczym im. Lecha Wałęsy; otwarcie przez Lotos Asfalt fabryki pap w Jaśle
- 2010
  - luty – zwiększenie zdolności przerobowych rafinerii z 6 do 10,5 mln ton ropy rocznie
- 2011
  - styczeń – przejęcie litewskiej spółki wydobywczej AB Geonafta;
  - 28 marca – zakończenie budowy Programu 10+
  - 13 lipca – otwarcie pierwszych stacji paliw segmentu ekonomicznego Lotos Optima
- 2012
  - 12 lipca – uruchomienie w gdańskiej rafinerii instalacji do produkcji ksylenów
  - wrzesień – całkowite przejście gdańskiej rafinerii na zasilanie gazem ziemnym
  - listopad – przejęcie pełnej kontroli nad litewską spółką wydobywczą Manifoldas
  - grudzień – wejście Lotos Tank na Lotnisko Chopina w Warszawie
- 2018
  - 27 lutego – podpisanie listu intencyjnego, rozpoczynającego proces fuzji z PKN Orlen[27]
- 2020
  - 14 lipca – Komisja Europejska udzieliła zgody na fuzję z Orlenem pod warunkiem sprzedaży 30 proc. udziałów rafinerii Lotos (wraz z prawem do połowy jej produkcji w zakresie ropy naftowej innemu podmiotowi)
- 2022
  - 19 lipca – Rada Ministrów wydała zgodę na połączenie Grupy Lotos i PKN Orlen[28]
  - 29 lipca – Notowania Grupy Lotos na GPW zostały zawieszone[29]
  - 1 sierpnia – rejestracja fuzji Grupy Lotos S.A. z PKN Orlen S.A. w rejestrze KRS w Sądzie Rejonowym dla Łodzi-Śródmieścia w Łodzi, przeniesienie majątku Grupy Lotos do Orlenu, ukończenie fuzji i tym samym przejęcie Grupy Lotos przez PKN Orlen[3]

### Nazwa
Od 1973 zakład nazywał się Rafineria Nafty „Gdańsk”. W 1976 nazwę zmieniono na Gdańskie Zakłady Rafineryjne. 1 października 1991 Gdańskie Zakłady Rafineryjne stały się spółką akcyjną o nazwie Rafineria Gdańska S.A. 2 czerwca 2003 nastąpiła zmiana nazwy na Grupa Lotos S.A. (marketingowo wyraz Lotos zazwyczaj zapisywany jest wielkimi literami). W latach 2021–2022 wydzielono aktywa rafineryjne z Grupy Lotos do spółki Lotos Asfalt, przekształconej następnie w nową spółkę Rafineria Gdańska Sp. z o.o.

## Lokalizacja
Decyzja podjęta w latach 70. XX wieku o lokalizacji rafinerii w Gdańsku, czy szerzej w Trójmieście, opierała się na założeniu, że w tym regionie nastąpi wzrost zapotrzebowania na produkty naftowe. Uznano również, że z tego miejsca będzie można tanio transportować produkty naftowe po kraju. Brano pod uwagę także zalety związane z dostępem do morza. Analizy z końca lat 60. dotyczące lokalizacji zakładu wskazywały na pięć możliwych wariantów.
W czerwcu 1971 Wojewódzka Rada Narodowa w Gdańsku wskazała dwie lokalizacje rafinerii. Ministerstwo Przemysłu Chemicznego wspólnie z Komisją Planowania przy Radzie wybrały ostatecznie Płonię Małą – teren na wschód od Gdańska, między Martwą Wisłą a kanałem Rozwójki. Lokalizacja miała swoje zalety. Bliskość Martwej Wisły i Motławy zapewniała rafinerii odpowiednie zasoby wody. Zakład miał możliwość połączenia z Portem Północnym, z uwagi na stosunkowo niewielką odległość (około 7 km w linii prostej). Za atuty uznać można było także pobliską istniejącą infrastrukturę miejską, drogową i kolejową, oraz tutejsze wyższe uczelnie.
Tuż przed fuzją z Orlenem, główny zakład produkcyjny Grupy Lotos S.A. znajdował się w granicach administracyjnych miasta Gdańska. W międzyczasie doszło do przyłączenia zakładów w Jaśle, Czechowicach-Dziedzicach oraz Gargždai (Litwa).

## Działalność

### Struktura organizacyjna
W chwili przejęcia przez PKN Orlen w skład grupy kapitałowej Lotos wchodziły następujące spółki:
- Grupa Lotos S.A. – koncern naftowy zajmujący się wydobyciem i przerobem ropy naftowej oraz sprzedażą hurtową i detaliczną produktów naftowych
- Lotos Paliwa Sp. z o.o.- założona w 1996 roku spółka Lotos Paliwa zarządza siecią ponad 500 stacji paliw w całym kraju
- Lotos Oil Sp. z o.o. – produkcja i dystrybucja środków smarnych: olejów samochodowych, przemysłowych i smarów, olejów bazowych, a także kosmetyków i chemii samochodowej
- Rafineria Gdańska Sp. z o.o. – operator aktywów rafineryjnych w Gdańsku, spółka powstała w wyniku przekształcenia Lotos Asfalt, utworzonej w 2004 roku spółki specjalizującej się w produkcji i handlu asfaltami oraz emulsjami drogowymi
- Lotos Terminale S.A. – spółka pełni funkcję ośrodka biznesowego zajmującego się profesjonalną działalnością związaną z magazynowaniem i dystrybucją paliw na terenie całego kraju
- AB Lotos Geonafta – głównym przedmiotem działalności AB Lotos Geonafta są poszukiwania, wydobycie oraz produkcja ropy naftowej. Spółka jest obecnie liderem rynku produkcji ropy na Litwie
- Lotos Petrobaltic S.A. – główną działalnością jest poszukiwanie oraz wydobycie węglowodorów
- Lotos Infrastruktura S.A. – spółka została przekształcona z Rafinerii Jasło, od 1996 roku spółka akcyjna.
- Lotos Exploration & Production Norge AS – działalność w dziedzinie poszukiwań i wydobycia węglowodorów na norweskim szelfie kontynentalnym
- Lotos Kolej Sp. z o.o. – podstawowym jej zadaniem jest kompleksowa obsługa kolejowa spółek wchodzących w skład Grupy Lotos oraz wykonywanie usług transportowych, taborowych dla klientów zewnętrznych
- Lotos Lab Sp. z o.o. – świadczy usługi w zakresie badań produktów naftowych, wód, ścieków oraz środowiska pracy
- Lotos Ochrona Sp. z o.o. – spółka świadczy usługi w zakresie ochrony osób i mienia na rzecz Grupy Lotos i spółek zależnych w zakresie przestrzegania wymogów bezpieczeństwa na powierzonym terenie
- Lotos Straż Sp. z o.o. – jednostka ochrony przeciwpożarowej, świadcząca usługi na terenie Grupy Lotos
- Lotos Serwis Sp. z o.o. – realizowanie usług z zakresu utrzymania ruchu, obsługi urządzeń i instalacji, wykonawstwa remontów oraz diagnostyczno-pomiarowych
- Lotos-Air BP Polska Sp. z o.o. – przedmiotem działalności Lotos-Air BP Polska jest sprzedaż paliwa lotniczego Jet-A1 oraz tankowanie paliwem lotniczym statków powietrznych w: Porcie Lotniczym im. Lecha Wałęsy w Gdańsku, Międzynarodowym Porcie Lotniczym im. Fryderyka Chopina w Warszawie, Międzynarodowym Porcie Lotniczym Katowice w Pyrzowicach, Porcie Lotniczym w Lublinie oraz w Porcie Lotniczym Ławica im. Henryka Wieniawskiego w Poznaniu.

### Bazy paliw
- Gdańsk – autonalewak Grupy LOTOS S.A.
- Łęgajny – Falco
- Koszalin – Ki
- Rejowiec – OLPP
- Koluszki – OLPP
- Piotrków Trybunalski
- Skarżysko Kościelne – OLPP
- Emilianów – OLPP
- Kawice – OLPP
- Radzionków – IVG
- Czechowice – LOTOS Czechowice
- Rypin
- Jasło – LOTOS Jasło
- Łętownia – MAANTE
- Nowa Wieś Wielka – OLPP
- Boronów – OLPP
- Strzemieszyce – OLPP
- Wola Rzędzińska – OLPP
- Modlin – POL-OIL
- Władysławowo – Energobaltic[30]

### Program 10+
Program 10+ to strategiczne zadanie inwestycyjne realizowane przez Grupę Lotos w ramach rozwoju należącej do koncernu rafinerii w Gdańsku. Program 10+ zakończono w marcu 2011 r., a związane z nim wydatki inwestycyjne zamknęły się w kwocie 1,428 mld euro. Pod względem skali i wartości było to największe przedsięwzięcie realizowane w polskiej gospodarce w latach 2000–2010.
W ramach Programu 10+ w rafinerii w Gdańsku powstał szereg nowych zaawansowanych technologicznie instalacji.
Wybrane korzyści Programu 10+:
- zwiększenie nominalnych mocy przerobowych rafinerii w Gdańsku o 75% i pogłębienie przerobu surowca o 23%,
- zwiększenie uzysku produktów wysokomarżowych – zwłaszcza oleju napędowego i paliwa lotniczego (wzrost z 2,5 do 5,5 mln t/r), dzięki czemu zwiększyła się konkurencyjność gdańskiej rafinerii w Europie,
- możliwość przerobu różnorodnych gatunków ropy naftowej, dzięki budowie nowego zintegrowanego ciągu instalacji destylacji ropy naftowej, co przekłada się na zwiększenie konkurencyjności spółki,
- wzrost przychodów koncernu jeszcze w okresie realizacji inwestycji, wzrost przychodów (2006: 12,8 mld zł, 2011: 29,2 mld zł),
- wzmocnienie pozycji Grupy Lotos na hurtowym i detalicznym rynku paliw (2006: 26,5%, 2011: 33,5%),
- w dobie kryzysu lat 2008–2009 był największym placem budowy w kraju i zapewniał pracę ok. 3500 zewnętrznych pracowników,
- wprowadzone wysokie standardy BHP przełożyły się na znaczne zmniejszenie liczby wypadków, których wskaźnik był niższy nawet niż średnia dla placów budowy w Europie Zachodniej uważanej powszechnie za dość bezpieczne – wskaźnik LTIF (ang. Lost-Time Injury Frequency) 1,76, przy założeniu <2,6.

### Zarząd
Rafineria Nafty „Gdańsk”
- 1 marca 1972–1 lipca 1976 – dyrektor naczelny Andrzej Woroniecki

Gdańskie Zakłady Rafineryjne
- 1 lipca 1976–wrzesień 1980 – dyrektor naczelny Andrzej Woroniecki
- 1980–grudzień 1981 – dyrektor naczelny Ferdynand Niśkiewicz
- grudzień 1981–1983 – dyrektor naczelny Wiesław Kosut
- 1983–1989 – dyrektor naczelny Marek Pawełczyk
- 1989–18 września 1991 – dyrektor naczelny Włodzimierz Dyrka

Rafineria Gdańska S.A.
- 18 września 1991–2000 – prezes zarządu Włodzimierz Dyrka
- 2000–2002 – prezes zarządu Wojciech Żurawik
- 12 marca 2002–2 czerwca 2003 – prezes zarządu Paweł Olechnowicz

Grupa LOTOS S.A.
- 2 czerwca 2003–13 kwietnia 2016 – prezes zarządu Paweł Olechnowicz
- 13 maja 2016–9 listopada 2016 – prezes zarządu Robert Pietryszyn (od 13 kwietnia 2016 jako p.o.)
- 12 stycznia 2017–19 marca 2018 – prezes zarządu Marcin Jastrzębski (od 9 listopada 2016 jako p.o.)
- 22 maja 2018–6 grudnia 2019 – prezes zarządu dr Mateusz Aleksander Bonca[33] (od 19 marca 2018 jako p.o.[34])
- 6 grudnia 2019–30 stycznia 2020 – p.o. prezesa zarządu Jarosław Adam Wittstock[35]
- 30 stycznia 2020–11 listopada 2020 – Paweł Jan Majewski[36][37]
- 7 grudnia 2020–1 sierpnia 2022[3] – Zofia Paryła[38] (od 12 listopada 2020 jako p.o.[39])

Rafineria Gdańska Sp. z o.o.
- Adrian Szkudlarski[40][41]

## Struktura własnościowa
Ważną datą w historii rafinerii gdańskiej było przekształcenie przedsiębiorstwa w spółkę akcyjną. Po jej utworzeniu 1 października 1991 wszystkie akcje należały do polskiego Skarbu Państwa. W drugiej połowie lat 90., aby zarządzać procesem restrukturyzacji w przemyśle naftowym rząd powołał spółkę o nazwie Nafta Polska. Zdecydowano wówczas, że trafi do niej 75% akcji Rafinerii Gdańskiej. W wyniku transakcji rafineria w Gdańsku utraciła status jednoosobowej spółki Skarbu Państwa, ale pozostała w rękach rządu. W 1998 r. rząd zgodził się na bezpłatne przekazanie 14,98% akcji pracownikom i emerytom Rafinerii Gdańskiej S.A. Przekształcenie rafinerii w spółkę akcyjną i przekazanie części akcji pracownikom nie oznaczały pełnej prywatyzacji. Skarb Państwa – głównie przez państwową spółkę Nafta Polska – zachował większość akcji, co oznaczało, że rząd nadal ma decydujący wpływ na spółkę. W latach 90. kolejne rządy wracały do kwestii pełnej prywatyzacji. Bardzo zaawansowane działania podjęto w 1998 i 2003 r. Prywatyzacja tak dużej spółki, która dodatkowo stanowi znaczący element systemu bezpieczeństwa energetycznego Polski, nie była łatwym zadaniem.
Kluczowym wydarzeniem dla spółki było wejście na Giełdę Papierów Wartościowych w Warszawie. W marcu 2002 rząd zaaprobował sprzedaż akcji spółki i tym samym podwyższenie jej kapitału w drodze oferty publicznej. Skarb Państwa zachował jednak pełną kontrolę nad spółką. Dzień debiutu na warszawskim parkiecie nadszedł 9 czerwca 2005. Wejście na giełdę przyniosło znaczne korzyści. Grupa Lotos uzyskała z oferty ponad miliard złotych. Zdobyte pieniądze przeznaczyła między innymi na zakup akcji pakietów większościowych rafinerii południowych oraz Petrobalticu, choć większość środków przeznaczono na cele rozwojowe. Rosła kapitalizacja spółki. Do połowy 2011 r. zwiększyła się do niemal 6 mld zł.
Lata 2003–2010 to okres budowy nowej Grupy Kapitałowej Lotos wokół jej zakładu produkcyjnego w Gdańsku i jego konsolidacji z rafineriami na południu kraju oraz spółką poszukiwawczo-wydobywczą Petrobaltic. W lipcu 2009 Nafta Polska przekazała z powrotem akcje Grupy Lotos do Skarbu Państwa. Ostatnim etapem zmian własnościowych była sprzedaż kolejnych 10,8% wszystkich akcji spółki na giełdzie przez Skarb Państwa, który pozostawił sobie 53,19% akcji.

## Sponsoring

### Sportowy
- Grand Prix Sopot - Gdynia - Górskie Samochodowe Mistrzostwa Polski
- Kia Lotos Race – wyścigi samochodowe (hist.)
- Lotos Rally Team – zespół rajdów samochodowych – na polskich trasach reprezentuje go mistrz Polski 2010, 2011, 2012 i 2013 oraz mistrz Europy 2015, 2016 i 2017 Kajetan Kajetanowicz pilotowany przez Jarosława Barana
- Polski Związek Narciarski – w tym turniej dla najmłodszych skoczków Lotos Cup
- Polski Związek Piłki Nożnej
- Tour de Pologne – wieloetapowy szosowy wyścig kolarski
- Agnieszka Radwańska – tenis
- Lotos PKH Gdańsk – hokej na lodzie (od 2019)[42]
- Wieloletni sponsor klubu żużlowego Wybrzeże Gdańsk

### Instytucje kultury
- Muzeum Narodowe w Gdańsku
- Teatr Atelier im. Agnieszki Osieckiej w Sopocie

### Wydarzenia kulturalne
- Lotos Jazz Festival – Bielska Zadymka Jazzowa – festiwal poświęcony muzyce jazzowej, uznawany za jeden z najlepszych krajowych festiwali poświęconych temu gatunkowi muzyki
- Festiwal Polskiego Radia i Telewizji Polskiej „Dwa Teatry” – otwarty dla publiczności i połączony z konkursem przegląd najlepszych słuchowisk radiowych oraz spektakli teatru telewizji
- Siesta Festival – organizowany w Gdańsku, prezentuje twórczość wybitnych światowych muzyków z kręgu tzw. różnorodnej muzyki kultur świata

### Bonifikaty
Od 2005 firma udzielała bonifikat na zakup paliwa oraz innych towarów i usług duchownym katolickim oraz działaczom związków zawodowych.